# Dhule
Dhule (hindi धुले, trl. Dhule) – miasto we wschodnich Indiach, w środkowej części stanu Maharasztra, w dystrykcie Dhule, około 280 km w linii prostej na północny wschód od stolicy stanu – Mumbaju. Jest siedzibą administracyjną dystryktu.
W 2011 miasto zamieszkiwało 375 559 osób. Mężczyźni stanowili 51,5% populacji, kobiety 48,5%. Umiejętność pisania posiadało 87,86% mieszkańców w przedziale od siedmiu lat wzwyż, przy czym odsetek ten był wyższy u mężczyzn – 91,24%. Wśród kobiet wynosił 84,30%. Dzieci do lat sześciu stanowiły 11,9% ogółu mieszkańców miasta. W strukturze wyznaniowej przeważali hinduiści – 64,52%. Islam deklarowało 31,58%; 1,60% liczyła społeczność dźinistów, 1,31% buddystów, 0,32% chrześcijan, 0,23% dźinistów. Około 24% mieszkańców miasta żyło w slumsach.
W dziesięcioleciu 2002–2011 średnie roczne opady wyniosły 589 mm i były niższe w porównaniu z ilością opadów pomierzoną w innych częściach dystryktu.